# 千奇百趣東南亞
《千奇百趣東南亞》（英語：Big Fun SE Asia，巡禮名《千奇百趣馬來西亞》）是香港電視廣播有限公司第三次向日本朝日電視台購買製作權，仿效日本朝日電視台節目《ナニコレ珍百景》製作的一個資訊遊戲電視節目，以高清技術拍攝。節目主持為森美、阮小儀，旁白為林保全。在配音方面，女性路人角色、動物和小孩全由雷碧娜負責，男性路人角色則由其他男性配音員負責，當中包括陳卓智、招世亮、李錦綸、陳永信、葉振聲。此外，節目首次與馬來西亞Astro華麗台合作製作，由該台五位藝員作外景主持，包括林家冰、黃暐絜、溫慧茵、潘毖伶及曾耀祖，後來更加入胡慧冲。
本節目是該台早前播出之《千奇百趣》系列之第七輯，奇趣內容關於馬來西亞、泰國及香港的奇景。節目於2012年8月20日起，逢星期一至五香港時間22:30-23:00於翡翠台、高清翡翠台播放。另外，節目播出後於myTV提供節目重溫。

## 口號
「Happy Happy Party Time！」

## 遊戲規則
遊戲玩法一如以往。主持會播放三段關於東南亞地區（泰國、馬來西亞、香港）的趣怪事情的影片。嘉賓們會為每段影片的趣怪程度評分，最高可給10個「趣」。而部分片段則會考驗嘉賓的智力。如果嘉賓的解說偏離現實，甚至達離譜程度，更會遭座位上的「扑撃」（前為大拳頭）或扣分。
遊戲勝負由各組嘉賓在各遊戲及問答環節中獲得的分數而定奪，主持亦會因嘉賓的表現或個人見解，而加減分數，而本節目底分爲500分，答對有關片段的問題會加200分。所有遊戲完結後最低分的一組則接受大懲罰，但這個節目是不會派發任何獎金給任何嘉賓。

## 每集內容

### 熱身遊戲

#### 千奇百趣快剪黨
- 出現集數：第01、07、13、15、16、20、28、32、34集
- 兩位嘉賓根據主持人說的題目要說出答案，說對後退一步，說不出來主持人剪掉離答對嘉賓較近的橡皮筋彈中護目鏡
- 第7集規則：嘉賓迅速答對主持人的問題，答對的嘉賓可以扯長橡皮筋，主持人剪掉離答對嘉賓較近的橡皮筋彈中護目鏡

#### 千奇百趣黐埋牆
- 出現集數：第02、04、09、11、14、17、18、22、24、27、29、30集
- 嘉賓坐上轉椅，用蘸水紙巾扔向嘉賓，扔中得分。

#### 千奇百趣扑扑趣
- 出現集數：第03、05、06、10、12、19、21、23、25、26、31、33集
- 兩位嘉賓猜拳，猜輸的嘉賓被對方拍打，猜輸的嘉賓迅速用盾牌護頭。

#### 千奇百趣打擂台
- 出現集數：第08集
- 兩位嘉賓用掰手腕的方式拇指壓拇指，壓倒對方的拇指並在5秒之內堅持就得分。

### 大懲罰

#### 等著你過來
最低分的一組嘉賓派出一位接受大懲罰。嘉賓須躺在滑板上，由節目助手推往前方，穿過布簾接受各種不同的懲罰。

### 每集嘉賓
| 集數 | 播映日期      | 嘉賓                                                                     | 分數         | 「等著你過來」懲罰方法 | 參與「等著你過來」之嘉賓 | 最多「趣」片段                                 |
| 01   | 8月20日（一） | 李亞男、岑麗香 鄧梓峰 彭慧中、朱 璇                                      | 700 500      | Wasabi刷牙             | 彭慧中                   | 生麵單打大賽（27）                             |
| 02   | 8月21日（二） | 龔嘉欣 張國強 袁偉豪                                                     | 400 900 400  | 超強噴氣槍             | 龔嘉欣                   | 猩級奶爸（30）                                 |
| 03   | 8月22日（三） | 馬國明 陳法拉 高海寧                                                     | 500 600 500  | 鹹蝦醬刷牙             | 馬國明                   | 隱世007（30）                                  |
| 04   | 8月23日（四） | 翟威廉 黃翠如、梁嘉琪 溫家偉                                             | 300 1100 400 | 硬食剃鬚膏             | 翟威廉                   | 勁舞Dancing車（30）                            |
| 05   | 8月24日（五） | 林子善 曹永廉 李雪瑩                                                     | 400 800 500  | 啜啜大紅唇             | 林子善                   | 衫褲毛巾一鑊熟（30）                           |
| 06   | 8月27日（一） | 陳 煒 江美儀 李綺雯                                                      | 600 900 300  | 篤爆大波波             | 李綺雯                   | 泰式套餐（25）                                 |
| 07   | 8月28日（二） | 安德尊 楊思琦 喬寶寶                                                     | 200 600 1000 | 聞聞大臭腳             | 安德尊                   | 超「吸」奇人（30）                             |
| 08   | 8月29日（三） | 呂慧儀 許紹雄 姚子羚                                                     | 500 800 400  | 硬食剃鬚膏             | 姚子羚                   | 沙膽潛行（30） 浮水神尼（30） 任點店小二（30） |
| 09   | 8月30日（四） | 宋熙年 徐淑敏 沈卓盈                                                     | 500 400      | 拜見草蜢仔             | 沈卓盈                   | 商場任我瀡（26）                               |
| 10   | 8月31日（五） | 梁烈唯 苟芸慧 王君馨                                                     | 600 300 700  | 榴槤肉飄香             | 苟芸慧                   | 太陽照燒雞（30）                               |
| 11   | 9月3日（一）  | 魏焌皓、張慧雯 黃智賢 郭田葰、趙希洛                                     | 500 700 800  | 榴槤肉飄香             | 魏焌皓                   | 大宅深深深（30） 狗仔行得mall（30）            |
| 12   | 9月4日（二）  | 林夏薇 陳智燊 陳偉洪、樂 瞳                                              | 600 500 300  | 拜見草蜢仔             | 樂 瞳                    | 走軌街市（30）                                 |
| 13   | 9月5日（三）  | 陳奐仁 商天娥 潘曉彤、沈震軒                                             | 600 800 400  | 啜啜大紅唇             | 沈震軒                   | 廚神On Fire（30）                              |
| 14   | 9月6日（四）  | 張美妮 麥長青 陳美詩、梁政珏                                             | 600 500      | 硬食番茄汁             | 梁政珏                   | 攝人咖啡店（27）                               |
| 15   | 9月7日（五）  | 周家蔚、李思欣 羅敏莊 姚瑩瑩                                             | 800 600 500  | 榴槤肉飄香             | 姚瑩瑩                   | 漢堡層層疊（26）                               |
| 16   | 9月10日（一） | 敖嘉年 江欣燕 黃長興                                                     | 600 700      | 辣椒醬刷牙             | 黃長興                   | 蟲蟲圍困（30） 這條小橋窄窄地（30）            |
| 17   | 9月11日（二） | 陳庭欣、許家傑 吳家樂 張秀文                                             | 900 1200 800 | 硬食剃鬚膏             | 張秀文                   | 那些年，我們一起騎的單車（27）                 |
| 18   | 9月12日（三） | 黎諾懿 朱慧敏 楊卓娜、趙永洪                                             | 400 300 200  | 鹹蝦醬刷牙             | 趙永洪                   | 神獸兩個轆（30）                               |
| 19   | 9月13日（四） | 張紋嘉、黎美言@HotCha 關心妍 鄭 融、陳僖儀                               | 400 500 700  | 硬食番茄汁             | 黎美言@HotCha            | 呢位哥哥有啲「野」（30）                       |
| 20   | 9月14日（五） | 田蕊妮 黎耀祥 鄧健泓                                                     | 800 600 1000 | 啜啜大紅唇             | 黎耀祥                   | 一次按摩把幾火（28）                           |
| 21   | 9月17日（一） | 楊秀惠 莊思敏 莊思明                                                     | 600 400 500  | 硬食剃鬚膏             | 莊思敏                   | 巴士咁長私家車（30）                           |
| 22   | 9月18日（二） | 何傲兒、關婉珊 金 剛 張嘉兒                                              | -300 400 500 | 硬食番茄汁             | 關婉珊                   | 竹料色士風（24）                               |
| 23   | 9月19日（三） | 林穎彤 狄以達 吳業坤                                                     | 400 500 300  | 啜啜大紅唇             | 吳業坤                   | A貨度假村（28）                                |
| 24   | 9月20日（四） | 朱咪咪 朱晨麗、許亦妮 羅鈞滿、李 豪                                      | 500 200      | Wasabi刷牙             | 李 豪                    | 舊樓有潛質（23）                               |
| 25   | 9月21日（五） | 黃智雯 羅仲謙 古明華、林秀怡                                             | 400 600 350  | 硬食雞屁股             | 林秀怡                   | 超能一腳踢（30）                               |
| 26   | 9月24日（一） | 賈曉晨 郭政鴻 胡蓓蔚                                                     | 500 600 501  | 硬食臭芝士             | 賈曉晨                   | 食飯頭鱷鱷（30） 師奶舞肚腩（30）              |
| 27   | 9月25日（二） | 李兆偉、繆浩昌@RubberBand 黃山怡、潘雲峰@糖兄妹 陳健安、梁釗峰@C AllStar | 600 500 800  | 硬食雞屁股             | 潘雲峰@糖兄妹            | 蟻多人鍾意（30）                               |
| 28   | 9月26日（三） | 蘇晉霆、宋芝齡 譚玉瑛 蓋世寶、林溥來                                     | 500 600      | 硬食番茄汁             | 蘇晉霆                   | 消暑乜都假（30）                               |
| 29   | 9月27日（四） | 羅孝勇、周奕瑋 游莨維、楊洛婷 李璧琦                                     | 100 500 300  | 硬食剃鬚膏             | 周奕瑋                   | 炒飯唔夠秤（26） 唇膏雕紋（26）                |
| 30   | 9月28日（五） | 林盛斌 歐陽靖 唐嘉麟、陳國峰                                             | 700          | 鹹蝦醬刷牙             | 林盛斌                   | 垃圾餐廳（26）                                 |
| 31   | 10月1日（一） | 徐 榮 林漪娸 羅天宇、蔣家旻                                              | 300 600 300  | 啜啜大紅唇             | 羅天宇                   | 最受歡迎男歌狗（25）                           |
| 32   | 10月2日（二） | 黎芷珊 張繼聰 范振鋒                                                     | 600 800 400  | 硬食番茄汁             | 范振鋒                   | 有幾出奇遮（26）                               |
| 33   | 10月3日（三） | 楊愛瑾 方力申 司徒瑞祈、蔡曉慧                                           | 700 600 400  | 硬食剃鬚膏             | 司徒瑞祈                 | 索爆狗姑娘（23）                               |
| 34   | 10月4日（四） | 陳自瑤 歐錦棠 葉翠翠                                                     | 800 600 800  | 硬食雞屁股             | 歐錦棠                   | 百年樹廟（30）                                 |
| 35   | 10月5日（五） | 梁靖琪 林曉峰 胡諾言                                                     | 500 600 400  | Wasabi刷牙             | 胡諾言                   | 𡃁仔鼓神（30）                                 |

## 收視
以下為本節目於香港無綫電視翡翠台、高清翡翠台之收視紀錄：
| 週次 | 集數  | 日期                   | 平均收視 |
| ---- | ----- | ---------------------- | -------- |
| 1    | 01-05 | 2012年8月20日－8月24日 | 25點     |
| 2    | 06-10 | 2012年8月27日－8月31日 | 24點     |
| 3    | 11-15 | 2012年9月3日－9月7日   | 23點     |
| 4    | 16-20 | 2012年9月10日－9月14日 | 23點     |
| 5    | 21-25 | 2012年9月17日－9月21日 | 23點     |
| 6    | 26-30 | 2012年9月24日－9月28日 | 21點     |
| 7    | 31-35 | 2012年10月1日－10月5日 | 21點     |

## 電視節目的變遷
| 香港無綫電視翡翠台、高清翡翠台 星期一至五 22:30-23:00 時段 | 香港無綫電視翡翠台、高清翡翠台 星期一至五 22:30-23:00 時段 | 香港無綫電視翡翠台、高清翡翠台 星期一至五 22:30-23:00 時段 |
| ---------------------------------------------------------- | ---------------------------------------------------------- | ---------------------------------------------------------- |
|                                                            | 千奇百趣東南亞 (2012.08.20 - 2012.10.05)                   |                                                            |
| 迎海尋珍奪寶 (2012.08.13 - 2012.08.17)                     | 最佳男主角 (第1-9集) (2012.10.08 - 2012.10.18)             |                                                            |

## 外部連結
- 節目網站（页面存档备份，存于）